# 2000 en aéronautique
Chronologie de l'aéronautique
- 1996
- 1997
- 1998
- 1999
- 2000
- 2001
- 2002
- 2003
- 2004

Cet article présente les faits marquants de l'année 2000 en aéronautique.

## Événements
- 29 février : premier vol du démonstrateur technologique russe MiG 1.44.
- 14 avril : une explosion à l'aéroport de Kinshasa fait plus de 100 morts et détruit plusieurs avions dont la dernière Caravelle à réacteurs Avon en service au monde.
- 10 juillet : l'entreprise Airbus, associée à plusieurs firmes aéronautiques européennes, devient EADS.
- 25 juillet :
  - Crash au décollage du Concorde d'Air France F-BTSC à Gonesse. Voir Vol 4590 Air France.
  - Premier vol de l'avion d'affaires tchèque Aero Ae 270 Ibis.
- 16 août : à la suite de cet accident, le Concorde se voit retirer son certificat de navigabilité.
- 6 septembre : un avion bombardier d'eau Lockheed C-130 Hercules s'écrase sur la commune de Burzet (Ardèche)
- 18 septembre : premier vol de l'avion expérimental américain Boeing X-32.
- 19 décembre : lancement de la production de l'Airbus A380.
- 31 décembre : l'industrie française engrange plus de 245 milliards de francs (environ 37,5 milliards d'euros) dans le domaine des équipements liés à l'aéronautique civil ou militaire. Ce chiffre est en hausse de 40 % par rapport à 1999.